# Сара-Лунга
Сара-Лунга, Шипата  — річка в Україні, у Кельменецькому районі Чернівецької області. Ліва притока Сурши (басейн Чорного моря).
Назва річки має кримськотатарське походження. Sarı Lenger, перекладається, як "жовтий якір"

## Опис
Довжина річки приблизно 10,7 км.

## Розташування
Бере початок на північно-західній околиці Кельменців. Спочатку тече на північний захід через Ленківці, а потім на північний схід і впадає у річку Суршу, праву притоку Дністра.
У Словнику гідронімів україни зазначена як права притока Дністра.
Річку перетинає автошлях Т 2617.